# 약식질
약식질(略式質)은 질권 설정자를 주주 명부 및 주권에 표시하지 아니한 주식의 입질(入質)을 말하며 주권을 질권자에게 교부함으로써 성립한다. 주권의 계속점유가 제3자 대항요건이며 약식질의 질권자는 우선변제권과 전질권을 가진다. 기명주식은 등록질과 약식질이 가능하지만, 무기명주식은 등록질이 불가능하다.
| 구분         | 등 록 질                                          | 약 식 질                                          |
| ------------ | ------------------------------------------------- | ------------------------------------------------- |
| 질권설정방법 | 합의 + 주권교부 + 기재                            | 합의 + 주권교부                                   |
| 권리행사     | 주권압류 불필요                                   | 주권압류 필요                                     |
| 회사대항요건 | 명의개서                                          | 주권의 계속점유                                   |
| 제3자 항요건 | 주권의 계속 점유                                  | 주권의 계속점유                                   |
| 권리행사통지 | 필요                                              | 불필요                                            |
| 효력범위     | 이익/이자배당, 잔여재산분배 등에 담보적 효력 미침 | 이익/이자배당, 잔여재산분배 등에 담보적 효력 미침 |